# Опришени
Оприше́ни — село в Україні, у Глибоцькій селищній громаді Чернівецького району Чернівецької області. Назва «Опришени» була відновлена постановою Верховної ради України за № 133/95-ПВ від 2 березня 1995 року. Починаючи з 1946 року і до відновлення історичної назви село називалося «Дубівка». 
Більшість жителів села — румуни (згідно з переписом населення 1989 року, 2037 з 2114 жителів села вказали румунську національність), що становить 96,36 %. Село розташоване на відстані 38 кілометрів від Чернівців по прямій трасі E85 і 10 км по Т 2607 від адміністративного центру громади Глибокої.

## Назва
У грамотах  молдавських воєвод від 1418 і 1503 років село згадується як «Опришінці». У період перебування Буковини у складі Австро-Угорщини вживалися дві  офіційні назви – Опришени і Панцир (рум. Oprișenii, укр. Панцир, нім.  Opriszeny або Pancir) . 
Буковинський дослідник Даніель Веренко вважав, що назва походить від прізвища Оприш.  Можливо, ім’я пов’язане родиною Івана Оприша, що  згадується як боярин (пан) в документах  воєводи Олександра Доброго від 1420  і 1429 років.  
На межі XIX-ХХ століть іншої версії дотримувалися  місцеві жителі. Вони розповідали, що в Опришенах замешкувало колись багато розбійників-опришків.  Водночас назва «Панцир» вказує на важкоозброєну військову колонію.

## Сучасність

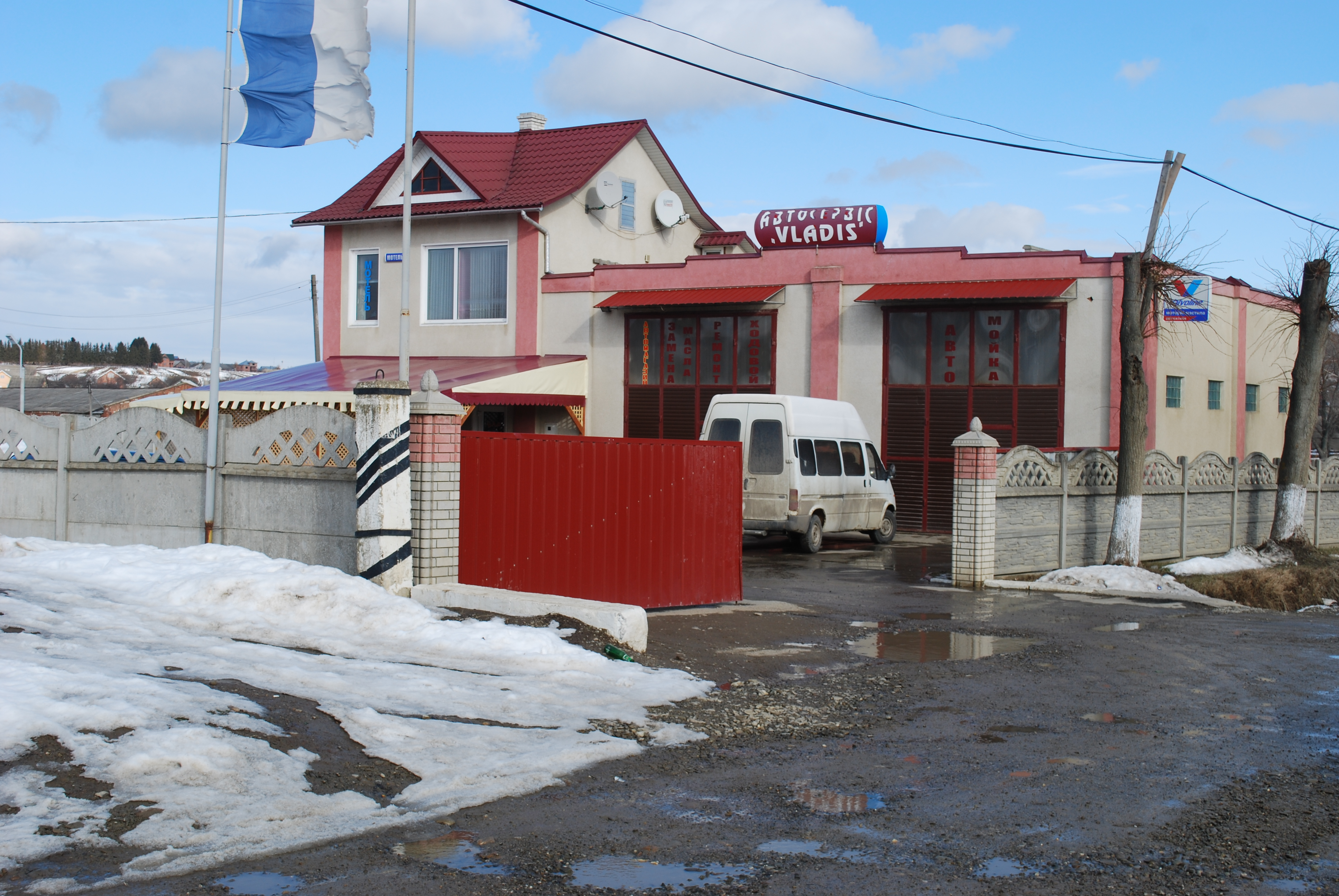
Станція технічного обслуговування в Опришенах

Село стрімко розвивається, багато нових, великих і охайних хат. Розвивається економіка та інфраструктура села: гарні дороги, та вулиці не освітлюють. Центральна вулиця, Головна — довжиною 3,5 км асфальтована у 2009 році. Не менша за довжиною вулиця Фундоая та решта сільських доріг гравійні.
У селі є загальноосвітня школа І—ІІІ ступенів, яка залучає дітей до радості пізнання навколишнього середовища та до активних дій, спортивних змагань , спартакіад , традицій, фольклору та історії села. Будується дитячий садок, бо народжуваність зростає у селі. Діють різноманітні сільськогосподарські господарства, цегельний завод, приватні побутові та сервісні підприємства, торговельні заклади: шість продуктових магазинів, ресторан, будівельний, гуртовий магазини, СТО.
Значна частина опришенців возить товари на Румунію. Буває, що люди вирушають на Румунію двічі на день. Близько сто місцевих вже постійно перебувають на заробітках в Франції. Дехто їздить на сезонні роботи.
Земельні паї здають в оренду, там орендарі вирощують кукурудзу, пшеницю. Дехто обробляє ділянки самотужки, вирощує городину. Худобу вже майже не тримають. Зараз на велике село — 3033 осіб тільки 127 корів. Пасовища поступово заростають чагарниками. Єдине майже всі тримають курей.
Хоч землі в селі багато, та будуватися місцевим ніде. Тому молодь вимушена заливати фундаменти на городах, біля батьківських будинків. Та хати зводять гарні, великі. Будуються охоче, молодь не виїжджає із села, адже місце розташування його дуже зручне, дорога до Чернівців хороша.
Активно розвивається релігійне життя у двох християнських громадах — парафії Чернівецько-Буковинської Епархії УПЦ та зібранні Християн Віри Євангельської (п'ятидесятники), що входять до складу Церкви ХВЄ України.
Улітку 2015 року освятили нову капличку, названу на честь святого Великомученика Георгія Побідоносця (Юрія Переможця). Це вже третя каплиця на території громади, будують четверту на перехресті доріг Слобідка — Опришени. У березні 2013 року Опришенська сільська рада надала статусу регіональної румунській мові.

## Пам'ятки, туризм
В Опришенах є дві речі, заради яких сюди треба приїхати.
Перша — церква Різдва Пресвятої Богородиці, побудована у 1910 році. Навряд чи на Буковині, чи взагалі в Україні вам доведеться побачити церкву такого типа. Формально її можна вважати триверхою з низьким масивним центральним куполом та вдома симетричними чотиригранними верхами над бабинцем і навою. Насправді ж храм більш нагадує палац у модерновому стилі, а про її релігійну сутність нагадують хіба що ковані хрести, які сміливо можна вважати шедеврами ковальського мистецтва.
Друга річ — це унікальний місцевий музей, розташований не в менш унікальному дерев’яному двоповерховому будинку з декоративною башточкою посередині даху, який румунські часи слугував будинком сільського священика, потім, вже в радянські часи — конторою колгоспу і, врешті, сільською школою. Музей, створений у 2003 році молодим педагогом Миколою Бондарюком, названий ім’ям видатного односельця, історика Максиміліана Гакмана. Він має чотири зали, у яких розміщені понад 1000 експонатів: археологічні знахідки з часів палеоліту та Трипільської культури, пізніших часів, побутові речі, побутове начиння початку XIX століття, а також експозиції років першої та другої світових воєн, зброя, нумізматика. Є навіть експозиція, присвячена сучасним українським революціям.
Відстань до райцентру становить близько 11 км і проходить автошляхом Т 2607. Також через село проходить маршрут європейського автошляху E85.

## Історія
Село Опришени має багату та неповторну історію. І це не дивно, адже Опришени лише на десять років молодші за Чернівці. Та поселення людей існували тут ще задовго до цього. Про це свідчать археологічні знахідки на території села, найдавніші з них налічують 10—35 тисяч років.
Знайшли у селі і залишки п’ятьох давніх культур: трипільської, бронзового та залізного часу, культури карпатських курганів та середньовіччя. Знайдено могильник культури карпатських курганів.
Найдавніша будівля, яка збереглася до наших днів, — колишній будинок священика, теперішній музей, збудований 1908 року. Є в Опришенах і давня церква 1910 року. Перша письмова згадка про село Опришени у документах Молдовського господаря Олександра Доброго (1400—1432) датується 17 березня 1418 року. У 1503 році Штефаном Великим село було подароване монастирю Молдовіца.
У 1772 році Опришени були спустошені під час російсько-турецької війни. З 1775 року у складі Австрії.
У 1886 році побудована перша школа в селі. 1918 року Опришени, як і інші землі Буковини, увійшли до складу Румунського королівства. У 1940 році в селі встановлена Радянська влада. Після перебування під час другої світової війни у складі Румунії у 1945 році село повторно входить до складу Радянського Союзу. У 1946 році перейменоване на Дубівці. В радянські часи у селі, яке пізніше іменувалося Дубівка, працював колгосп імені Чапаєва, було проведено електроенергію. З 1991 року у складі незалежної України (на референдумі 1 грудня 1991 року близько 90% мешканців села проголосували за незалежність України). 1996 року селу повернуто назву Опришени.

## Населення

### Мова
Розподіл населення за рідною мовою за даними перепису 2001 року:
| Мова       | Кількість | Відсоток |
| ---------- | --------- | -------- |
| румунська  | 2300      | 95.52%   |
| українська | 98        | 4.07%    |
| російська  | 8         | 0.33%    |
| польська   | 1         | 0.04%    |
| угорська   | 1         | 0.04%    |
| Усього     | 2408      | 100%     |

## Символіка
Автор проектів — А. Гречило.

### Герб
У щиті, скошеному зліва та справа на два зелені (верхнє та нижнє) і два червоні поля, стоїть золотий лев з червоним язиком. Герб, згідно з правилами сучасного українського місцевого герботворення, вписано у декоративний картуш, увінчаний золотою сільською короною, що свідчить про статус поселення.

### Прапор
Квадратне полотнище, розділене по діагоналях на 2 зелені (верхнє та нижнє) та 2 червоні поля, у верхньому зеленому полі жовта голова лева з гривою та червоним язиком. Лев підкреслює давню геральдичну традицію села.
Запропонований проект прапора несе елементи та кольори герба, він повністю відповідає вексилологічним вимогам та історичній традиції. На печатках громади с. Опришени документів 1818 та 1879 роках був зображений лев і напис «Oprischeni». Тож доцільно зберегти давній оригінальний символ, який підкреслить самобутність громади.

## Географія
Відстань до центру громади становить близько 11 км і проходить автошляхом Т 2607. Також через село проходить маршрут європейського автошляху E85.
Село Опришени розташоване на холмистій місцевості на берегах двох річок Котовець та Опришанка, притоки річки Сірет, на відстані 8 км від районного центру. Загальна площа села становить 6,52 квадратних кілометра. Находиться на відстані 30 км від Чернівців, 55 км від середньовічної столиці Молдови міста Сучава, 12 км від міста Сірет, 30 км від міста Радівці (Румунія). Село перетинає міжнародна траса, яка сполучає Україну з Румунією. На сході село огортає великий буковий ліс.

## Уродженці села
- Максиміліан Гакман (1877, с. Опришени, Буковина), Радівецький повіт, Австро-Угорська імперія (Глибоцький район Чернівецької області) — 1961, м. Турда, Румунія) — доктор права, професор, громадський діяч, ректор Чернівецького університету у 1921—1922 роках, член-кореспондент адміністративної ради (1925), віце-голова сенату Румунії, почесний член академічного товариства «Юність», засновник музично-драматичного товариства «Чіпріан Порумбеску».
- Іоан Білецький (рум. Албеску) — доктор філологічних наук та філософії. Народився в селі Опришени 1881 року в родині землеробів. Першу освіту здобуває в школі рідного села. Продовжує навчання у Сучавській гімназії. З 1903 по 1907 роки навчається в Чернівецькому університеті на факультеті мов та філософії. З 1909 року розпочинає трудовий шлях у Кимпулунзькому ліцеї (Румунія). З 1912 по 1941 роках працює на посаді директора даної установи. Друкує наукові статті та проводить ряд перекладів з творів античного автора Аристофана (Хмари, Птахи, Жаби). Помер 1962 року в місті Кимпуллунг Молдовенеск (Румунія).
- Білецький Микола — доктор філологічних наук, критик, член кореспондент Молдавської Академії Наук. Народився 12 березня 1937 року в с. Опришени. Після закінчення семирічної місцевої школи продовжує навчання в Терелечанській ЗОШ. 1959 року закінчує навчання в Чернівецькому університеті на філологічному факультеті. Трудову діяльність розпочинає в Опришенській ЗОШ на посаді вчителя румунської мови та літератури. З 1961 року переїжджає в місто Кишинів де продовжує в університеті наукову роботу. З 1964 по 1967 рр. проводить аспірантуру в інституті Всесвітньої літератури Наукової Академії СРСР у Москві. 1986 року здобуває науковий ступень доктора філологічних наук. Автор багатьох праць присвячених філологічній проблематиці.
- Білецький Семен Вісаріонович (нар. 10 жовтня 1943) — український медик, професор. Закінчив Чернівецький медичний інститут. Від 1998 року — професор кафедри госпітальної терапії та лікувальної фізкультури. Автор 125 наукових праць, трьох винаходів, 13 — рацпропозицій.
- Думітру Ковальчук (нар. 2 січня 1947, с. Опришени Глибоцького району Чернівецької області) — журналіст, літератор. у 1971 році закінчив факультет романо-германської філології Чернівецького держуніверситету. З 1970 р. — літпрацівник, кореспондент, завідувач відділу чернівецької обласної газети «Zorile Bucovinei» («Зоріле Буковіней»). Автор кількох історичних романів румунською мовою, упорядних майже 10 збірок буковинського фольклору, видавець 5 літературно-історичних книг. Публікує матеріали на теми історії, краєзнавства, культури, духовного життя в пресі України, Молдови, Румунії. Член Національної спілки журналістів України. (17.01.2015). У 2008 році закінчує роботу і друкує монографію з історії с. Опришени. Щорічно видає науковий альманах «Цара Фажілор». Голова румунського культурного товариства «Арбороаса».
- Мунтян Іван Миколайович (нар. 21 жовтня 1969, с. Опришени Глибоцького району Чернівецької області) — український політик, голова Чернівецької обласної організації ВО «Батьківщина», з 1 грудня 2015 року голова Чернівецької обласної Ради
- Бику Василь — поет, публіцист, видавець. Народився 2 січня 1967 року. Після закінчення навчання в Опришенській ЗОШ у 1984 році поступає до Чернівецького університету на філологічний факультет. Трудовий шлях розпочинає в редакції обласної газети «Зоріле Буковіней». З 1995 року головний редактор «Газети де Герца». Голова румунського товариства на Буковині «Міхай Емінеску». Автор багатьох статей та збірок віршів.
- Іон Бику — поет, публіцист. Народився в Опришенах 27 січня 1972 року. 1989 року закінчує навчання в школі рідного села, а 1994 року філологічний факультет ЧНУ. Ще з студентських років друкує у різних виданнях краю верши та статті. Автор збірки віршів «Тоць ме кред тінер Тореадор».